# Nagy Ferenc (jogász, 1852–1928)
Verseghi Nagy Ferenc (Verőce, 1852. március 17. – Röjtökmuzsaj, 1928. szeptember 8.) jogász, jogtudós, politikus, a Magyar Tudományos Akadémia rendes tagja. A kereskedelmi jog elismert szakértője volt, jelentős gyakorlati (kodifikációs) és elméleti jogtudományi munkát végzett a közjog legkülönfélébb területein. 1881–1890-ben Kolozsvárott, 1891-től haláláig Budapesten volt a kereskedelmi és váltójog tanszékvezető egyetemi tanára.
Nevét gyakran használta Verseghi Nagy Ferenc alakban is.

## Életútja
Budán járt középiskolába, majd a bécsi és a budapesti egyetemeken folytatott tanulmányai lezárultával 1875-ben szerzett jogi diplomát Budapesten. 1876–1877-ben állami ösztöndíjjal Bécsben, Berlinben, Lipcsében, Göttingenben és Párizsban képezte tovább magát. 1877-ben kereskedelmi és váltójogból magántanári képesítést nyert a Budapesti Tudományegyetemen. 1879-től a Nagyváradi Jogakadémián oktatott rendkívüli, 1880–1881-ben rendes tanári címmel. 1881-től kilenc évig a Kolozsvári Tudományegyetemen volt a kereskedelmi és váltójog nyilvános rendes tanára, egyúttal 1886–1887-ben a jog- és államtudományi kar dékánja. Itt választották meg 1889-ben az Erdélyi Római Katolikus Státus képviselőjévé is. 1891-ben a Budapesti Tudományegyetemen vette át a kereskedelmi és váltójogi katedrát, s kisebb megszakítással (1901–1902) nyilvános rendes tanári címmel itt végezte az oktatómunkát 1928-ban bekövetkezett haláláig. 1898–1899-ben, illetve 1914–1915-ben a jog- és államtudományi kar dékáni feladatait is ellátta.
Szakmai pályafutásával párhuzamosan a századforduló környékén a politikai életbe is bekapcsolódott. 1900–1902-ben kereskedelemügyi államtitkári posztot töltött be, egyúttal 1900-ban a felsővisói választókerület szabadelvű párti képviselőjeként bekerült az országgyűlésbe. 1905-ben huszonötödmagával korábbi pártjából kilépett („új disszidensek”), és gróf Andrássy Gyulának a kormánypártot már korábban elhagyó „disszidensek” nevű csoportjával egyesülve részt vett az Országos Alkotmánypárt megalakítása körüli szervezőmunkában. 1906-tól 1910-ig a párt másodelnöke volt, egyidejűleg addigi kerülete újra a képviselőházba juttatta. A párt feloszlásakor, 1910-ben a Tisza István vezette Nemzeti Munkapárthoz csatlakozott, és 1918-ig Kaposvár parlamenti képviselője volt. 1927-től a Pázmány Péter Tudományegyetem jog- és államtudományi karának jelölése alapján 1928 szeptemberéig a felsőház tagja volt.
Hetvenhat éves korában, 1928. szeptember 28-án halt meg Röjtökön (később Röjtökmuzsaj), ahol családi sírboltba temették.

## Munkássága
Gyakorlati és elméleti jogászként elsősorban a kereskedelmi jog, illetve a korszakban részterületeit alkotó váltójog és szövetkezeti jog alkották fő szakterületét. Emellett behatóbban is foglalkozott a tengerjog, a választójog, a végrehajtás, az értékpapír-részletvétel és az uzsora törvényi szabályozásával is. Munkája elismeréseként 1899-ben udvari tanácsosi címmel tüntették ki. Az 1870-es évektől hozzájárult az ország gazdasági modernizálását segítő kodifikációs munkához, így például közreműködött a polgári törvénykönyv módosításában, a szövetkezeti jog és a tengeri magánjog törvényjavaslatainak megfogalmazásában.
Törvénymagyarázó kommentárokat adott közre egyebek mellett a kereskedelmi (1875. évi XXXVII.), a végrehajtási (1881. évi LX.) és az ipari hitelszövetkezeti (1898. évi XXIII.) törvénycikkekhez. Írásai, tanulmányai a Magyar Pénzügy, Jogtudományi Közlöny, Magyar Themis, Magyar Igazságügy, Jogállam, Ügyvédek Lapja című folyóiratokban jelentek meg, s közreműködött A Pallas nagy lexikona kereskedelmi jogi szócikkeinek megírásában is.

### Társasági tagságai és elismerései
1893-ban a Magyar Tudományos Akadémia levelező, 1903-ban rendes tagjává választották. 1885-ben a Magyar Jogászgyűlés alelnöke volt, 1909 után a Magyar Jogászegylet elnöki tisztét töltötte be, emellett Magyarország képviselője volt a hágai Nemzetközi Bíróságon. 1879-től levelező tagja volt a párizsi Összehasonlító Jogtudományi Társaságnak (Société de législation comparée). 1915-től a Magyar–Holland Biztosító Társaság elnöke, 1923-tól a Biztosítási Tanács alelnöke volt. 1898-ban váltójogi kézikönyvével az MTA Sztrókay-jutalmát nyerte el. Jogászi munkásságáért 1912-ben valóságos belső titkos tanácsosi címet kapott, 1922-től a hágai Nemzetközi Állandó Választott Bíróság tagjaként tevékenykedett.

## Főbb művei
- A kereskedelmi társaságok jogi természete. Budapest. 1878
- A végrehajtási eljárásról. Budapest. 1881
- A magyar kereskedelmi jog kézikönyve, különös tekintettel a bírói gyakorlatra I–II. Budapest. 1884
- A polgári törvénykezés rendje Magyarországon: különös tekintettel a bírói gyakorlatra: I. r..: a polgári törvénykezés szervezete. Budapest: Kilián F. ; Kolozsvár: Márton K. 1889. 430 p.
- Törvényjavaslat a tengeri magánjogról. Budapest. 1894
- Magyar tengerjog. Budapest. 1894 (akadémiai székfoglalója)
- A magyar váltójog kézikönyve: különös tekintettel a  bírói gyakorlatra és a törvényhozásra. Budapest: Athenaeum, 1898. XII, 571 p.
- A részletügyletek törvényhozási szabályairól. Budapest. 1897
- A gazdasági és ipari hitelszövetkezetekről szóló törvény magyarázata. Budapest. 1898 Online
- A kereskedelmi törvény revisiója. Budapest. 1900 Online
- A magyar kereskedelmi törvény (1875. évi XXXVII. tcz.) kapcsolatban az azt kiegészítő vagy módosító törvényekkel és rendeletekkel, valamint a m. kir. Curia, a kir. ítélőtáblák és más bíróságok elvi határozataival. Budapest: Lampel, 1901. 342 p.
- A magyar kereskedelmi jog kézikönyve: különös tekintettel a bírói gyakorlatra. Ötödik javított és bővített kiadás. Budapest: Athenaeum, 1901. 
  - 1. kötet: IX, 473 p.
  - 2. kötet: VI, 466 p.
- A magyar váltójog kézikönyve: különös tekintettel a bírói gyakorlatra és a külföldi törvényhozásokra. Budapest: Athenaeum. 1901. VI, [2], 573 p.
- Törvényjavaslat a szövetkezetekről. Budapest. 1904
- A magyar kereskedelmi jog kézikönyve: különös tekintettel a bírói gyakorlatra és a külföldi törvényhozásokra. Budapest: Athenaeum. 1904. 6. jav. bőv. kiadás
  - 1. kötet: VII, [1], 482 p.
  - 2. kötet: VI, 476 p.
- A magyar váltójog kézikönyve: különös tekintettel a bírói gyakorlatra és a külföldi törvényhozásra. Budapest: Athenaeum, 1904. VI, [2], 576 p., 4. jav. és bőv. kiad.
- A szövetkezetek alapelve. Budapest. 1905
- A magyar váltójog kézikönyve: különös tekintettel a bírói gyakorlatra és a külföldi törvényhozásokra. Budapest: Athenaeum, 1906. VIII, 576 p., 5. jav. és bőv. kiad.
- A szövetkezetek alapelve: székfoglaló értekezés: felolvastatott a M. T. Akadémia II. osztályának 1906. február 12-én tartott ülésén. Budapest: Magyar Tudományos Akadémia, 1906. 25 p.
- Visszapillantás kereskedelmi és váltótörvényszékünk 30 esztendejére. Budapest. 1907
- Emlékbeszéd Hegedüs Sándor fölött. Budapest. 1908
- Törvényjavaslat a tengeri magánjogról. Budapest. 1909
- A magyar kereskedelmi jog kézikönyve: különös tekintettel a bírói gyakorlatra és a külföldi törvényhozásokra. Budapest: Athenaeum, 1909. , 7. átd. kiad.
  - 1. kötet: [Kereskedők és kereskedelmi társaságok], IX,, [1], 500 p.
  - 2. kötet: [Kereskedelmi ügyletek], VI., 499 p.
- A magyar váltójog kézikönyve: különös tekintettel a bírói gyakorlatra és a külföldi törvényhozásokra. Budapest: Athenaeum, 1910., VIII, 576 p. 6. jav. és bőv. kiad.
- Bírói szervezeti reformkérdések. Budapest. 1911
- A választói jog reformja. Budapest. 1912
- Kereskedelmi jog. Budapest. 1913
- A hágai államértekezlet által elfogadott nemzetközi váltótörvény. Budapest. 1913
- A magyar kereskedelmi jog kézikönyve: különös tekintettel a bírói gyakorlatra és a külföldi törvényhozásokra. Budapest: Athenaeum, 1913. 
  - 1 kötet: [Kereskedők és kereskedelmi társaságok], IX, 523 p.
  - 2 kötet: [Kereskedelmi ügyletek általában], VI, 515 p.
- A nemzetközi váltójogi egyezmény és az ennek alapján alkotott új magyar váltótörvény magyarázata. Budapest: Athenaeum, 1914. VIII, 299, [1] p.
- Vécsey Tamás t. tag emlékezete. Budapest. 1922

## További irodalom
- Tomcsányi Móric: Nagy Ferenc r. tag sírjánál. In: Akadémiai Értesítő 1928
- Kuncz Ödön: Nagy Ferenc r. tag emlékezete. Budapest. 1934
- Részletek Nagy Ferenc naplójából. Bevezetés Csehi Zoltán. In: Acta Facultatis Politico-Iuridicae Universitatis Budapestinensis de Rolando Eötvös nominatae (szerk. Hamza Gábor) 34 /1993/1994/ 99-109. old.
- Hamza Gábor: Emlékezés Nagy Ferencre (1852-1928), a Magyar Tudományos Akadémia rendes tagjára. https://web.archive.org/web/20170414081115/http://mta.hu/ix-osztaly/jubileumi-megemlekezesek-106146
- Baumgarten Nándor: Nagy Ferenc emlékbeszéd. In: Magyar Jogászegyleti Értekezések, 1929. 104. szám, p.246–285.
- Csehi Zoltán: Nagy Ferenc. In: Magyar jogtudósok. III. köt. Hamza Gábor (szerk.). Budapest: ELTE Állam- és Jogtudományi Kar, 2006. p.117–133.
- Nagy Ferenc. In: Magyar Országgyűlési Almanach. A felsőház és a képviselőház tagjainak életrajza és közéleti működése. 1927–1932. Kun Andor–Lengyel László–Vidor Gyula (szerk.). Budapest: Légrády Nyomda és Könyvkiadó Rt. 1932. p.492.
- Nagy Ferenc. In: A Magyar Tudományos Akadémia tagjai. II. köt. Glatz Ferenc (főszerk.). Budapest: MTA Társadalomkutató Központ–Tudománytár, 2003. p.904.